# ミハエル・ジュガンク

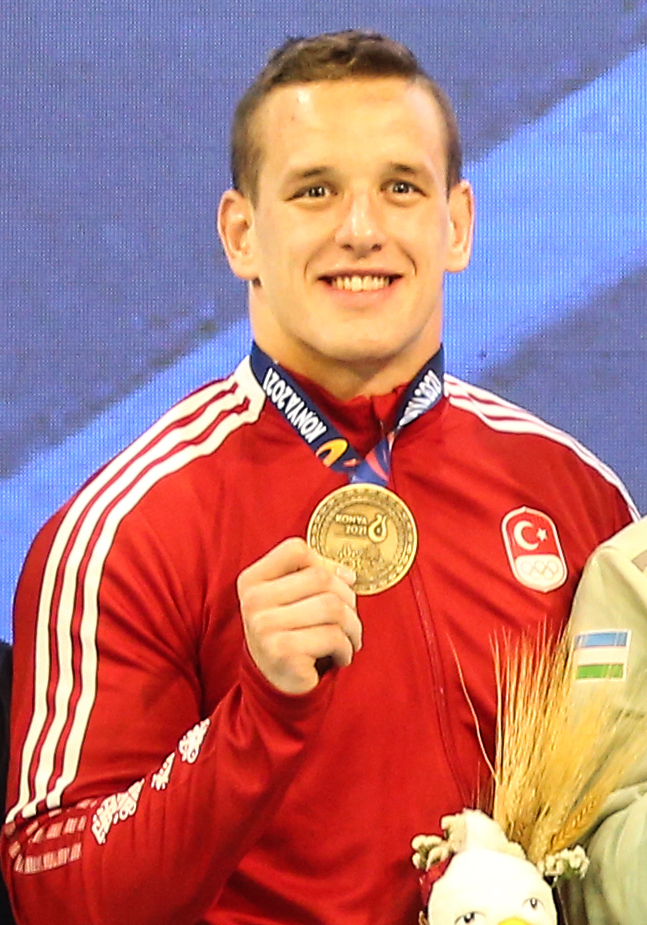
2021年のジュガンク

ミハエル・ジュガンク（Mihael Žgank 1994年2月1日- ）はトルコの柔道選手。スロベニア・ツェリェ出身。階級は90kg級。

## 人物
スロベニア代表として、2014年のU23ヨーロッパ選手権90kg級で3位になった。2016年には世界ランキング上位選手が集まるワールドマスターズで3位に入った。リオデジャネイロオリンピックでは初戦でセルビアのアレクサンダル・クコルに谷落で敗れた。2017年にはグランドスラム・パリとグランプリ・デュッセルドルフでそれぞれ3位となった。世界選手権ではジョージアのベカ・グビニアシビリやロシアのフセン・ハルムルザエフなどの強豪を破ると、準々決勝では世界チャンピオンである韓国の郭同韓、準決勝ではクコルをそれぞれ破った。決勝ではセルビアのネマニャ・マイドフとの伏兵対決になったが、GSに入ってから指導2を取られて2位にとどまった。その後、トルコ柔道連盟に勧誘されて国籍をトルコに変更した。スロベニアでは地元のクラブでの稽古が基本で、男子はナショナルチームの下で稽古を積める状況にないが、トルコではナショナルチームの下で十分な稽古を積める事や、財政的支援も得られることなどを理由として挙げている。トルコに国籍を変更するにあたってトルコ名にしなければならなかったため、当初は「ミカイル・オゼルレル」と名乗っていたが、当局と交渉して本名で戦えるようになった。2019年のヨーロッパ競技大会では優勝した。7月に日本武道館で開催された東京オリンピックでは準決勝でドイツのエドゥアルト・トリッペルに敗れるなどして5位だった。2024年のパリオリンピックでは初戦で敗れた。
IJF世界ランキングは4142ポイント獲得で8位(24/7/22現在)。

## 主な戦績
- 2014年 - U23ヨーロッパ選手権　3位
- 2015年 - アジアオープン・台北　優勝
- 2015年 - グランプリ・タシュケント　3位
- 2016年 - アフリカオープン・チュニス　優勝
- 2016年 - グランプリ・アルマトイ　3位
- 2016年 - ワールドマスターズ　3位
- 2016年 - グランプリ・ウランバートル　2位
- 2017年 - グランドスラム・パリ　3位
- 2017年 - グランプリ・デュッセルドルフ　3位
- 2017年 - 世界選手権　2位
- 2018年 - グランプリ・タシュケント　5位
- 2019年 - グランプリ・アンタルヤ　優勝
- 2019年 - ヨーロッパ競技大会　優勝
- 2019年 - グランドスラム・ブラジリア　3位
- 2019年 -　オセアニアオープン・パース　3位
- 2019年 -　ワールドマスターズ　3位
- 2020年 -　グランプリ・テルアビブ　2位
- 2020年 - ヨーロッパ選手権　5位
- 2021年 -　東京オリンピック　5位
- 2021年 -　ヨーロッパ選手権　団体戦　3位
- 2022年 -　グランドスラム・パリ　3位
- 2022年 -　グランドスラム・テルアビブ　3位
- 2022年 -　地中海競技大会　優勝
- 2022年 - イスラム諸国連帯競技大会　優勝
- 2023年 -　グランプリ・ザグレブ　2位
- 2023年 -　グランドスラム・バクー　3位
- 2023年 - ヨーロッパ選手権　3位
- 2024年 -　グランプリ・オディベーラス　優勝
- 2024年 -　グランドスラム・パリ　優勝
- 2024年 -　グランドスラム・アンタルヤ　3位

(出典、JudoInside.com)